# Rail Wars! Nihon Kokuyū Tetsudō Kōantai
Rail Wars! Nihon Kokuyū Tetsudō Kōantai (RAIL WARS! -日本國有鉄道公安隊- lit. ¡Guerra de rieles! Fuerza de seguridad nacional de las vías férreas japonesas?), abreviado como Rail Wars!, es una serie de novelas ligeras japonesas escritas por Takumi Toyoda e ilustradas por Vania 600. Hasta el 3 de agosto de 2016, trece volumes han sido publicados, por Sohgeisha bajo su imprenta Sohgeisha Claros Bunko. La serie se trasladó a otra editorial a partir del volumen 14 y se han publicado 19 volúmenes hasta julio del 2020. Una adaptación a manga titulada Rail Wars! Nihon Kokuyū Tetsudō Kōantai The Revolver empezó a serializarse en Blade Online de Mag Garden en 2012. Una adaptación a anime se emitió en julio de 2014.

## Argumento
La serie tiene lugar en una versión alterna de Japón donde el sistema nacional de vías férreas nunca fue privatizado. Naoto Takayama es un estudiante de secundaria ordinario quien aspira a una vida cómoda trabajando en Japanese National Railways. El termina trabajando como un aprendiz de la fuerza de seguridad, donde el en contra de su voluntad tiene que lidiar con sus extraños colegas y a la vez con RJ, un grupo de extremistas que pelean por privatizar las vías férreas.

## Personajes
Naoto Takayama (高山 直人 Takayama Naoto)
Seiyū: Jun Fukuyama
El protagonista principal. Mientras el originalmente quería una pacífica vida como un conductor, el término como líder de la Cuarta Brigada de Guardia. Él es un gran fan de los trenes y tiene mucho conocimiento acerca de todos los tipos y modelos. Cuando él era joven casi se desmaya ya que le dio gastritis después de tomar una foto de un tren que estaba pasando.
Aoi Sakurai (桜井 あおい Sakurai Aoi)
Seiyū: Manami Numakura
La protagonista femenina principal. Ella es la más capacitada para el combate de su equipo y dice que odia a los hombres. Ella es muy atlética y la mejor disparando y peleando. Luego se revela que ella tiene sentimientos ocultos por Naoto, pero se rehúsa a mostrarlos. Su padre es un oficial de policía y eso la influenciado mucho, al punto de que no puede diferenciar entre su trabajo y la policía.
Haruka Kōmi (小海 はるか Kōmi Haruka)
Seiyū: Maaya Uchida
Una de las protagonistas femeninas. Una chica bien dotada con una aptitud dulce. Mientras ella no es físicamente muy fuerte, ella tiene buena memoria y disfruta estudiar. Ella está enamorada de Naoto desde que el la salvo cuando se perdió en el museo de vías férreas cuando eran niños.
Shō Iwaizumi (岩泉 翔 Iwaizumi Shō)
Seiyū: Satoshi Hino
El otro protagonista masculino. El más extrovertido y con mejor forma física del equipo. El siempre viste un chaleco amarillo. El parece tener un apetito masivo ya que siempre ejercita eficientemente.
Nana Iida (飯田 奈々 Iida Nana)
Seiyū: Yui Horie
Originalmente la líder de la Cuarta Brigada de Guardia, pero después de ver las habilidades de liderazgo de Naoto, ella se resigna de su posición como líder y se la da a él (temporalmente). Ella tiene una personalidad alegre y trata a sus subordinados amable e igualmente, pero también puede ser traviesa.
Mari Sasshō (札沼 まり Sasshō Mari)
Seiyū: Hiromi Igarashi
Una amiga de Naoto de la escuela quien se une a OJT un mes después de él. Ella tiene un excelente oído y disfruta escuchar el sonido de los trenes. Ella parece saber mucho acerca de Naoto y está enamorada de él. Ella trabaja como mesera en el restaurante de la estación de tren que la Cuarta Brigada de Guardia usualmente frecuenta.
Hitomi Gonō (五能 瞳 Gonō Hitomi)
Seiyū: Mai Nakahara
La demoníaca instructora y comandante de las unidades móviles de la Fuerza de Seguridad de Tokio. A pesar de algunas veces ser dura, ella profundamente se preocupa por la seguridad de los pasajeros. Ella es una amiga cercana de Nana.
Noa Kashima (鹿島乃亜 Kashima Noa)
Seiyū: Minori Chihara
Una recientemente popular idol. Ella es la vocalista principal de la unidad de idol "unoB", además de escribir las letras y componer las canciones para la unidad. Ella se enamora de Naoto después de que el la salva de un hombre loco durante un concierto.

## Media

### Novela ligera
Rail Wars! comenzó como una serie de novelas ligeras escritas por Takumi Toyoda, con ilustraciones por Vania 600. El primer volumen fue publicado por Sohgeisha el 16 de enero de 2012 bajo su imprenta Sohgeisha Clear Bunko, y se han publicado 19 volúmenes hasta el 10 de julio de 2020.

#### Lista de volúmenes
| Núm. | Fecha de publicación     | ISBN                   |
| ---- | ------------------------ | ---------------------- |
| 1    | 16 de enero de 2012      | ISBN 978-4-88144-150-3 |
| 2    | 15 de mayo de 2012       | ISBN 978-4-88144-159-6 |
| 3    | 15 de septiembre de 2012 | ISBN 978-4-88144-167-1 |
| 4    | 15 de noviembre de 2012  | ISBN 978-4-88144-169-5 |
| 5    | 15 de febrero de 2013    | ISBN 978-4-88144-173-2 |
| 6    | 15 de mayo de 2013       | ISBN 978-4-88144-179-4 |
| 7    | 19 de septiembre de 2013 | ISBN 978-4-88144-182-4 |
| 8    | 31 de enero de 2014      | ISBN 978-4-88144-188-6 |
| 9    | 20 de junio de 2014      | ISBN 978-4-88144-192-3 |
| 10   | 25 de diciembre de 2014  | ISBN 978-4-88144-201-2 |
| 11   | 11 de julio de 2015      | ISBN 978-4-88144-210-4 |
| 12   | 24 de diciembre de 2015  | ISBN 978-4-88144-216-6 |
| 13   | 3 de agosto de 2016      | ISBN 978-4-88144-220-3 |
| 14   | 15 de diciembre de 2017  | ISBN 978-4-408-55401-3 |
| 15   | 31 de julio de 2018      | ISBN 978-4-408-55436-5 |
| 16   | 14 de diciembre de 2018  | ISBN 978-4-408-55456-3 |
| 17   | 19 de julio de 2019      | ISBN 978-4-408-55488-4 |
| 18   | 13 de diciembre de 2019  | ISBN 978-4-408-55559-1 |
| 19   | 10 de julio de 2020      | ISBN 978-4-408-55602-4 |
| 20   | 14 de diciembre de 2020  | ISBN 978-4-408-55640-6 |

### Manga
Una adaptación a manga, titulada Rail Wars! Nihon Kokuyū Tetsudō Kōantai The Revolver (RAIL WARS! -日本國有鉄道公安隊- The Revolver) ilustrada por Keiji Asakawa, comenzó a serializarse en Blade Online de Mag Garden en el año 2012.

#### Volúmenes
| Núm. | Fecha de publicación | ISBN                   |
| ---- | -------------------- | ---------------------- |
| 1    | 2012                 | ISBN 978-4-8000-0225-9 |
| 2    | 2014                 | ISBN 978-4-8000-0347-8 |
| 3    | 2015                 | ISBN 978-4-8000-0431-4 |

### Mook
Una historia corta hecha por Takumi Toyoda titulada Rail Wars! Deiko! ―Kiryuu Tetsudō Kōkō― (RAIL WARS! で行こう! ―桐生鉄道高校―) es publicada por Sohgeisha.

#### Volúmenes
| Núm. | Fecha de publicación     | ISBN                   |
| ---- | ------------------------ | ---------------------- |
| 1    | 22 de septiembre de 2014 | ISBN 978-4-88144-197-8 |

### Anime
Una adaptación a anime por Passione comenzó a emitirse en TBS la noche del 3 de julio de 2014. El opening es "Mukai Kaze ni Utarenagara" (向かい風に打たれながら) interpretado por Minori Chihara. El ending es OVERDRIVER y es interpretado por ZAQ.

#### Lista de episodios
| Núm. | Título                                                                                       | Fecha de Emisión         |
| ---- | -------------------------------------------------------------------------------------------- | ------------------------ |
| 1    | "Bienvenido a K4!" "Ke-yon e yōkoso!" (けーよんへようこそ！)                                 | 4 de julio de 2014       |
| 2    | "Solo déjame estar así un momento" "Chotto dake kōsasete" (ちょっとだけこうさせて)           | 11 de julio de 2014      |
| 3    | "Estuviste genial!" "Kakko yokatta yo!" (カッコよかったよ！)                                 | 18 de julio de 2014      |
| 4    | "Pienso que me gusta" "Kiniichatta kamo ne" (気に入っちゃったかもね)                         | 25 de julio de 2014      |
| 5    | "Deja de mirar" "Miru n janai wa yo" (見るんじゃないわよ)                                    | 1 de agosto de 2014      |
| 6    | "Te mostraré que yo te protegeré" "Watashi ga mamotte miserukara" (わたしが守ってみせるから) | 8 de agosto de 2014      |
| 7    | "Yo pienso que te queda bien" "Niatteta to omoukedo na" (似合ってたと思うけどな)             | 15 de agosto de 2014     |
| 8    | "Yo lo entregaré" "Watashi ga todokemasu" (わたしが届けます)                                 | 22 de agosto de 2014     |
| 9    | "Gracias" "Arigatō" (ありがとう)                                                             | 29 de agosto de 2014     |
| 10   | "¿Podría ser nuestro pequeño secreto?" "Himitsu ni shite kureru" (ヒミツにしてくれる?)       | 5 de septiembre de 2014  |
| 11   | "Yo iré contigo" "Tsukiatte ageruwa yo" (つきあってあげるわよ)                               | 12 de septiembre de 2014 |
| 12   | "Todo el mundo está esperando" "Minna matteru yo" (みんな待ってるよ)                         | 19 de septiembre de 2014 |

### Videojuego
Un juego de aventura desarrollado por 5pb. para el PlayStation Vita fue anunciado originalmente iba a estrenarse el 27 de noviembre de 2014, hasta que fue pospuesto.
El 28 de enero de 2016, 5pb. y Mages. Inc. anunció que el juego de PlayStation Vita fue cancelado debido al desarrollo del juego fallando con el horario y otras "circunstancias variadas".